# تانیا لوپر
تانیا لوپر (فرانسوی: Tanya Lopert‎؛ زادهٔ ۱۹ ژوئن ۱۹۴۲) بازیگر اهل فرانسه است. وی از سال ۱۹۶۱ میلادی تاکنون مشغول فعالیت بوده‌است.
از فیلم‌ها یا برنامه‌های تلویزیونی که وی در آنها نقش داشته‌است می‌توان به قصه‌های رومی یک تازه‌کار سابق، ساتیریکون فلینی، تازه چه خبر پوسی‌کت؟، شکار مرد، بیگانگان، جسیکا، حادثه‌ای در ترن، تا بهار صبر کن، باندینی، تغییر زمان، داستان‌های جنون معمولی، تایتان‌ها، یک دنیای تازه، لیدی ال، زنان، پراویدنس، فصل تابستان، داستان پیرا، زندگی فقیرانه و ریتا پشه اشاره کرد.